# Григорівка (Часовоярська міська громада)
Григо́рівка — село Часовоярської міської громади Бахмутському районі Донецької області в Україні. Населення становить 92 особи.

## Географія
У селі бере початок річка Малі Ступки.

## Історія
За даними 1859 року Григорівське (Криворотівка), панське село, над річкою Дальні Ступки, 31 господа, 174 особи.